# Primera categoria del Campionat de Catalunya de futbol 1915-1916
Resultats de la lliga de Primera categoria del Campionat de Catalunya de futbol 1915-1916.

## Sistema de competició
Des de la reunificació de les dues associacions de futbol la temporada 1913-14, en la qual 11 equips participaren a la primera categoria, existia la idea que era necessari reduir el nombre d'equips participants, per tal de quadrar dates amb els campionats estatals. La idea era acabar fins als 6 equips. Aquesta temporada van participar en la competició nou equips. De la temporada anterior el TBH va desaparèixer i el Català SC va perdre la categoria. L'Atlètic de Sabadell assolí l'ascens.
El campionat es dividí en dues fases. En la primera s'enfrontaren tots contra tots a una volta. Els sis primers passaren a disputar la lluita pel títol i els tres darrers la lluita pel descens. Els resultats de la primera fase s'acumularen a la segona. Els dos darrers classificats perderen la categoria i el tercer per la cua disputà un partit de promoció amb el campió de segona categoria.

## Primera fase

### Classificació final
| Pos | Equip                   | PJ | PG | PE | PP | GF | GC | DG  | Pts | Classificació |
| --- | ----------------------- | -- | -- | -- | -- | -- | -- | --- | --- | ------------- |
| 1   | FC Barcelona (Q)        | 8  | 8  | 0  | 0  | 47 | 5  | +42 | 16  | Classificat   |
| 2   | FC Espanya (Q)          | 8  | 6  | 1  | 1  | 17 | 7  | +10 | 13  | Classificat   |
| 3   | CS Sabadell (Q)         | 8  | 6  | 0  | 2  | 16 | 11 | +5  | 12  | Classificat   |
| 4   | RCD Espanyol (Q)        | 8  | 5  | 1  | 2  | 20 | 8  | +12 | 11  | Classificat   |
| 5   | Atlètic de Sabadell (Q) | 8  | 3  | 1  | 4  | 15 | 25 | −10 | 7   | Classificat   |
| 6   | Universitary SC (Q)     | 8  | 2  | 2  | 4  | 14 | 27 | −13 | 6   | Classificat   |
| 7   | FC Badalona             | 8  | 2  | 1  | 5  | 10 | 23 | −13 | 5   |               |
| 8   | FC Internacional        | 8  | 1  | 0  | 7  | 7  | 21 | −14 | 2   |               |
| 9   | Avenç de l'Sport        | 8  | 0  | 0  | 8  | 7  | 26 | −19 | 0   |               |

### Resultats
| Jornada | Data       | Camp                    | Local - Visitant              | Resultat |
| ------- | ---------- | ----------------------- | ----------------------------- | -------- |
| 1       | 17-10-1915 | camp del Barcelona      | Universitari - Avenç de l'S.  | 3-1      |
| 1       | 17-10-1915 | camp del Badalona       | Sabadell - Internacional      | 1-0      |
| 1       | 16-01-1916 | camp de l'Espanya       | Barcelona - Espanyol          | 2-0      |
| 1       | 16-01-1916 | camp del Sabadell       | Atlètic S. - Badalona         | 1-0      |
| 2       | 24-10-1915 | camp de l'Espanyol      | Barcelona - Internacional     | 5-0      |
| 2       | 24-10-1915 | camp del Barcelona      | Universitari - Sabadell       | 1-5      |
| 2       | 24-10-1915 | camp de l'Internacional | Espanya - Badalona            | 2-0      |
| 2       | 24-10-1915 | camp del Sabadell       | Atlètic S. - Avenç de l'S.    | 3-2      |
| 3       | 07-11-1915 | camp del Sabadell       | Barcelona - Universitari      | 12-2     |
| 3       | 07-11-1915 | camp de l'Espanya       | Atlètic S. - Sabadell         | 2-4      |
| 3       | 07-11-1915 | camp del Barcelona      | Espanya - Avenç de l'S.       | 6-2      |
| 3       | 07-11-1915 | camp de l'Avenç         | Espanyol - Internacional      | 2-1      |
| 4       | 14-11-1915 | camp de l'Espanya       | Barcelona - Atlètic S.        | 7-1      |
| 4       | 14-11-1915 | camp de l'Espanyol      | Espanya - Sabadell            | 1-0      |
| 4       | 14-11-1915 | camp del Barcelona      | Universitari - Espanyol       | 1-2      |
| 4       | 14-11-1915 | camp del Sabadell       | Badalona - Avenç de l'S.      | 3-1      |
| 5       | 21-11-1915 | camp de l'Espanyol      | Espanya - Barcelona           | 1-3      |
| 5       | 21-11-1915 | camp del Badalona       | Universitari - Internacional  | 3-2      |
| 5       | 21-11-1915 | camp del Barcelona      | Espanyol - Atlètic S.         | 4-0      |
| 5       | 21-11-1915 | camp de l'Avenç         | Sabadell - Badalona           | 2-0      |
| 6       | 28-11-1915 | camp de l'Espanya       | Barcelona - Badalona          | 12-1     |
| 6       | 28-11-1915 | camp del Sabadell       | Sabadell - Avenç de l'S.      | 2-1      |
| 6       | 23-01-1916 | camp del Barcelona      | Espanyol - Espanya            | 1-1      |
| 6       | 23-01-1916 | camp de l'Espanyol      | Atlètic S. - Internacional    | 5-3      |
| 7       | 05-12-1915 | camp del Barcelona      | Espanyol - Badalona           | 3-1      |
| 7       | 05-12-1915 | camp de l'Espanyol      | Espanya - Internacional       | 2-0      |
| 7       | 05-12-1915 | camp de l'Avenç         | Universitari - Atlètic S.     | 2-2      |
| 7       | 05-12-1915 | camp del Sabadell       | Barcelona - Avenç de l'S.     | 1-0      |
| 8       | 12-12-1915 | camp de l'Espanya       | Barcelona - Sabadell          | 5-0      |
| 8       | 12-12-1915 | camp del Sabadell       | Universitari - Espanya        | 0-1      |
| 8       | 12-12-1915 | camp del Barcelona      | Espanyol - Avenç de l'S.      | 7-0      |
| 8       | 12-12-1915 | camp de l'Avenç         | Badalona - Internacional      | 3-0      |
| 9       | 19-12-1915 | camp del Barcelona      | Espanyol - Sabadell           | 1-2      |
| 9       | 19-12-1915 | camp de l'Espanyol      | Internacional - Avenç de l'S. | 1-0      |
| 9       | 19-12-1915 | camp de l'Espanya       | Universitari - Badalona       | 2-2      |
| 9       | 19-12-1915 | camp de l'Avenç         | Espanya - Atlètic S.          | 3-1      |
|         |            |                         |                               |          |

## Fase pel títol

### Classificació final
| Pos | Equip               | PJ | PG | PE | PP | GF | GC | DG  | Pts | Classificació |
| --- | ------------------- | -- | -- | -- | -- | -- | -- | --- | --- | ------------- |
| 1   | FC Barcelona (C)    | 13 | 13 | 0  | 0  | 62 | 11 | +51 | 26  | Campió        |
| 2   | FC Espanya          | 13 | 8  | 1  | 4  | 29 | 17 | +12 | 17  |               |
| 3   | CS Sabadell         | 13 | 8  | 1  | 4  | 25 | 20 | +5  | 17  |               |
| 4   | RCD Espanyol        | 13 | 7  | 1  | 5  | 32 | 21 | +11 | 15  |               |
| 5   | Universitary SC     | 13 | 4  | 2  | 7  | 22 | 41 | −19 | 10  |               |
| 6   | Atlètic de Sabadell | 13 | 4  | 2  | 7  | 18 | 32 | −14 | 10  |               |

Els sis primers classificats de la primera fase disputaren la fase pel títol, enfrontant-se tots contra tots en terreny neutral i acumulant els resultats de la primera fase. El FC Barcelona es proclamà campió. Els equips empatats a punts van jugar un partit de desempat.
Desempat per la segona posició:
| FC Espanya            | 5-0    | CS Sabadell |
| --------------------- | ------ | ----------- |
| Rafael Raich · Blanco | [ 26 ] |             |

Desempat per la cinquena posició:
| Universitary SC | 1-0    | Atlètic de Sabadell |
| --------------- | ------ | ------------------- |
| Armet Kinké     | [ 26 ] |                     |

### Resultats
| Jornada | Data       | Camp               | Local - Visitant          | Resultat |
| ------- | ---------- | ------------------ | ------------------------- | -------- |
| 1       | 13-02-1916 | camp de l'Espanyol | Barcelona - Espanya       | 3-2      |
| 1       | 13-02-1916 | camp del Sabadell  | Universitari - Atlètic S. | 2-1      |
| 1       | 13-02-1916 | camp del Terrassa  | Espanyol - Sabadell       | 3-2      |
| 2       | 20-02-1916 | camp de l'Espanya  | Barcelona - Espanyol      | 3-2      |
| 2       | 28-05-1916 | camp del Barcelona | Espanya - Universitari    | 4-1      |
| 2       | 20-02-1916 | camp del Terrassa  | Atlètic S. - Sabadell     | 0-0      |
| 3       | 27-02-1916 | camp de l'Espanyol | Barcelona - Universitari  | 4-0      |
| 3       | 27-02-1916 | camp del Barcelona | Espanya - Sabadell        | 2-3      |
| 3       | 27-02-1916 | camp del Sabadell  | Espanyol - Atlètic S.     | 1-2      |
| 4       | 12-03-1916 | camp de l'Espanyol | Sabadell - Barcelona      | 2-3      |
| 4       | 12-03-1916 | camp de l'Espanya  | Universitari - Espanyol   | 4-3      |
| 4       | 12-03-1916 | camp del Sabadell  | Atlètic S. - Espanya      | 0-2      |
| 5       | 19-03-1916 | camp del Terrassa  | Atlètic S. - Barcelona    | 0-2      |
| 5       | 25-03-1916 | camp del Barcelona | Espanyol - Espanya        | 3-2      |
| 5       | 02-04-1916 | camp de l'Avenç    | Universitari - Sabadell   | 1-2      |
|         |            |                    |                           |          |

## Fase pel descens

### Classificació final
| Pos | Equip                | PJ | PG | PE | PP | GF | GC | DG  | Pts | Classificació |
| --- | -------------------- | -- | -- | -- | -- | -- | -- | --- | --- | ------------- |
| 1   | FC Badalona (R)      | 12 | 3  | 2  | 7  | 20 | 29 | −9  | 8   | Desempat      |
| 2   | Avenç de l'Sport (R) | 11 | 2  | 1  | 8  | 13 | 27 | −14 | 5   | Descens       |
| 3   | FC Internacional (O) | 11 | 2  | 0  | 9  | 11 | 34 | −23 | 4   | Desempat      |

Els tres darrers classificats de la primera fase disputaren una lligueta en la qual s'enfrontaren tots contra tots a doble volta. La classificació mostra els resultats acumulats de les dues fases.
La informació a la premsa de l'època referent a aquesta competició fou molt escassa. No es coneix el resultat del partit Inter-Avenç. Tampoc és clar amb quin criteri es decidiren els descensos i promocions. És de suposar que l'Inter s'anotà els punts del partit enfront l'Avenç o l'Avenç fou desqualificat, perquè el club de Sant Andreu fou descendit automàticament, mentre que Badalona i Internacional disputaren un partit de desempat per decidir el club que disputaria la promoció amb el campió de segona categoria.
En el partit de desempat l'Inter vencé el Badalona, provocant el descens dels badalonins a segona categoria.
| FC Internacional | 4-1 | FC Badalona |
| ---------------- | --- | ----------- |
|                  |     |             |

### Resultats
| Jornada | Data       | Camp                    | Local - Visitant              | Resultat |
| ------- | ---------- | ----------------------- | ----------------------------- | -------- |
| 1       | 13-02-1916 | camp del Badalona       | Badalona - Avenç de l'S.      | 1-1      |
| 2       | 20-02-1916 | camp de l'Internacional | Internacional - Badalona      | 4-2      |
| 3       | 27-02-1916 | camp de l'Avenç         | Avenç de l'S. - Internacional | 4-0      |
| 4       | 12-03-1916 | camp de l'Avenç         | Avenç de l'S. - Badalona      | 1-0      |
| 5       | 30-04-1916 | camp del Badalona       | Badalona - Internacional      | 7-0      |
| 6       | ?          | camp de l'Internacional | Internacional - Avenç de l'S. | (s/d)    |
|         |            |                         |                               |          |

## Golejadors
| Gols |                       |                     |
| ---- | --------------------- | ------------------- |
| 23   | Paulino Alcántara     | FC Barcelona        |
| 18   | Vicenç Martínez       | FC Barcelona        |
| 10   | Armet Kinké           | Universitary SC     |
| 7    | Gabriel Bau           | FC Barcelona        |
| 6    | Josep Maria Tormo     | RCD Espanyol        |
| 6    | Francesc Domènech     | Atlètic de Sabadell |
| 6    | Antonio Morales       | CE Sabadell         |
| 5    | González              | RCD Espanyol        |
| 5    | Pere Monistrol        | CE Sabadell         |
| 4    | José María Usobiaga   | RCD Espanyol        |
| 4    | Mario Passani         | FC Espanya          |
| 4    | Arbelaiz              | Universitary SC     |
| 3    | Artur Cella           | FC Espanya          |
| 3    | Josep Segarra         | CE Sabadell         |
| 3    | Enric Peris de Vargas | FC Barcelona        |
|      |                       |                     |

Notes
- Segons la premsa de l'època que es consulti els golejadors poden variar i en alguns casos poden no ser esmentats, per la qual cosa la classificació pot contenir errors.

## Promoció de descens
FC Terrassa i FC Internacional van disputar la promoció per la darrera plaça a primera categoria la temporada següent. El Terrassa guanyà el primer partit, i l'Inter el segon. En el partit de desempat guanyà el conjunt de Sants, mantenint la categoria a Primera.
| FC Internacional | 1-4 | FC Terrassa |
| ---------------- | --- | ----------- |
|                  |     |             |

| FC Internacional | 2-1 | FC Terrassa |
| ---------------- | --- | ----------- |
|                  |     |             |

 Camp del Sabadell, Sabadell
| FC Internacional | 2-1 | FC Terrassa |
| ---------------- | --- | ----------- |
| Ventura · Solà   |     | Pallarès    |